# Batalla de La Créancière
La Batalla de La Créancière va tenir lloc el 15 de gener de 1796 durant la Segona Guerra de la Revolta de La Vendée.

## Preludi
Després de la seva derrota a la batalla de La Bruffière i el fracàs de la seva expedició a Anjou, Charette es va mantenir constantment en moviment pels voltants de Poiré-sur-Vie, Belleville, Saligny i Dompierre. Abandonat per la majoria dels seus combatents, només tenia al seu comandament uns quants centenars d'homes. Principalment emigrants i desertors. Per evitar les columnes de Travot al seu rastre, va viatjar principalment amb genets i va utilitzar els boscos de Gâts com a cau.

## Procés
Tanmateix, el 15 de gener de 1796, a l'alba, les tropes de Travot i Charette es trovaren a La Créancière, prop de Dompierre-sur-Yon. Els republicans van agafar ràpidament l'avantatge. Segons el general republicà, onze homes van ser suficients per enderrocar els Vendéans i sablear els fugitius.

## Pèrdues
Segons l'adjudant general Travot, van morir entre 25 i 30 genets de la Vendée. Lazare Hoche, per la seva banda, esmenta la mort de 20 genets. {nota, 1.} També foren capturades dues amazones, una de les quals, segons Hoche, era l'amant del general de la Vendée.

## Conseqüències
Després de la lluita, Travot va capturar deu cavallers i alguns infants de la Vendée a La Bignonière, prop de Saligny, davant la denúncia d'un camperol. Aleshores, dotze rebels més van ser fets presoners prop del bosc de Gâts. Travot escriu: "Vaig veure que el desànim està entre ells fins a un punt que ha de desarmar el líder". Tanmateix, es va veure obligat a abandonar la persecució per proveir els seus homes de pa. Per guanyar velocitat, també va decidir en aquest moment dividir les seves tropes en dues petites columnes, cadascuna de 300 infants i 25 genets.